# I gladiatori dell'anno 3000
I gladiatori dell'anno 3000 (Deathsport) è un film d'azione postapocalittico statunitense del 1978 diretto da Allan Arkush.

## Trama
Anno 3000 circa. Dopo le guerre nucleari il mondo è diviso in una serie di piccoli stati-città, circondati da terre desolate dove sopravvivono solo trasmutanti cannibali e guerrieri indipendenti noti come "cavalieri erranti" (Range Guides nella versione originale). La città stato di Helix sta progettando la guerra contro un'altra città, Tritan. Nella speranza di dimostrare la superiorità della loro ultima arma, la "macchina della morte" (una motocicletta equipaggiata con un laser), creano un nuovo, speciale e mortale sport: il Deathsport.
In questo futuro, la pena di morte è stata sostituita dal Deathsport, una motomachia in cui i criminali, per la loro libertà, si danno battaglia l'uno contro l'altro fino alla morte. Il sadico Lord Zirpola, nella speranza di annientare il nemico Ankar Moor, pretendente al trono, intende utilizzare le "macchine della morte", guidate dai suoi Centuriani, contro alcuni Range Guides che è riuscito a catturare. Uno di questi, Kaz Oshay, è figlio di un leggendario cavaliere errante. Egli stringe un accordo con la  Range Guide femmina Deneer e promette di fuggire con lei per trovare il suo bambino che è stato preso dai mutanti prima della sua incarcerazione.
Dopo aver subito torture da Zirpola e di fronte all'assassino di sua madre, Ankar Moor, Oshay e Deneer sono costretti a combattere in un campo minato con gli esplosivi. Facilmente sconfiggono le macchine della morte e fuggono verso Helix con due degli altri prigionieri, il dottor Karl e suo figlio Marcus, ma durante la fuga, il dottore viene ucciso.
Alla fine salvano il bambino di Deneer all'interno di una grotta di cannibali mutanti, e combattono i restanti piloti alla guida delle macchina della morte che li avevano seguiti. Finalmente in salvo, Deneer porta Marcus a Tritan, mentre Kaz Oshay affronta la sua nemesi Moor Ankar in un combattimento "onorevole", utilizzando le Whistlers (spade particolari che emettono suoni). Dopo una sanguinosa battaglia Kaz decapita Ankar, diventando il più grande cavaliere esistente. Il film si conclude con lui e Deneer in sella ai loro cavalli verso il tramonto.

## Produzione
Il film fu prodotto da Corman, tramite la sua società New World Pictures, e girato nel 1978 nel Bronson Canyon, Chatsworth, nelle Indian Dunes, San Pedro, Silver Lake (Los Angeles), e nel Vasquez Rocks Natural Area Park, in California. Corman ha lavorato alla regia, insieme a Allan Arkush e Nicholas Niciphor (con il nome Henry Suso) ma non è accreditato.

## Distribuzione
Alcune delle uscite internazionali sono state:
- aprile 1978 negli Stati Uniti (Deathsport)
- 8 settembre 1978  in Germania Ovest (Giganten mit stählernen Fäusten)
- 13 dicembre 1978  in Francia (Les gladiateurs de l'an 2000)
- 1979  in Turchia (Ölüm sporu)
- 20 febbraio 1979 nelle Filippine
- in Germania (Death Race 2050, titolo DVD)
- in Australia (Death Sport)
- in Spagna (Deporte mortal)
- in Italia (I gladiatori dell'anno 3000)

## Promozione
Le tagline sono:
- "In the year 3000 there'll be no more Olympic Games, World Series, or Superbowl. There'll be only..." ("Nel 3000 non ci saranno più i Giochi Olimpici, le World Series o il Superbowl. Ci sarà solo...").
- "The Ultimate Ride for Survival" ("L'ultimo giro per la sopravvivenza").
- "DeathSport isn't just a game. In the year 3000, it's the only way to survive!" ("DeathSport non è solo un gioco. Nel 3000, è l'unico modo per sopravvivere!").

## Accoglienza

### Critica
Secondo il Morandini il film "ha la falsa ingenuità di un fumetto trucido e dialoghi involontariamente ameni".

## Prequel
I gladiatori dell'anno 3000 viene considerato il sequel di Anno 2000: La corsa della morte (Death Race 2000, 1975) ma con esso condivide solo l'attore David Carradine e l'ambientazione futura a base di gare motorizzate.